# Сихонкинский сельсовет
Сихонкинский сельсове́т — упразднённая в 2008 году административно-территориальная единица и сельское поселение (тип муниципального образования) в составе Кармаскалинского района. Почтовый индекс — 453029. Код ОКАТО — 80235860000. Объединён с сельским поселением Кабаковский сельсовет.

## Состав сельсовета
Административный центр — Сихонкино, д. Балтино, Верхнетимкино, Верхнеугличино, Новомусино, Романовка
.
Ранее в состав сельсовета входил посёлок Баранцево (Указ Президиума ВС Башкирской АССР от 25.07.1989 N 6-2/273 «Об исключении из учетных данных некоторых населенных пунктов»), д. Новиковка (Указ Президиума ВС Башкирской АССР от 14.09.1981 N 6-2/327 «Об исключении некоторых населенных пунктов из учетных данных по административно-территориальному делению Башкирской АССР»).

## История
Закон Республики Башкортостан от 19.11.2008 N 49-з «Об изменениях в административно-территориальном устройстве Республики Башкортостан в связи с объединением отдельных сельсоветов и передачей населённых пунктов», ст.1 гласил:

 "Внести следующие изменения в административно-территориальное устройство Республики Башкортостан:
 б) объединить Кабаковский и Сихонкинский сельсоветы с сохранением наименования «Кабаковский» с административным центром в деревне Кабаково.
Включить село Сихонкино, деревни Балтино, Верхнетимкино, Верхнеугличино, Новомусино, Романовка Сихонкинского сельсовета в состав Кабаковского сельсовета.

Утвердить границы Кабаковского сельсовета согласно представленной схематической карте.

Исключить из учётных данных Сихонкинский сельсовет

## Географическое положение
На 2008 год граничил с Уфимским районом, с муниципальными образованиями: Бекетовский сельсовет, Шаймуратовский сельсовет, Николаевский сельсовет, Кабаковский сельсовет («Закон Республики Башкортостан от 17.12.2004 N 126-з (ред. от 19.11.2008) „О границах, статусе и административных центрах муниципальных образований в Республике Башкортостан“»).

## Гидрография
р. Зирекла

## Тривия
Граница с Уфимским районом проходила в 420 м к северу от кладбища у северной окраины Сихонкино.